# Przejście graniczne Kudowa Słone-Náchod
Przejście graniczne Kudowa Słone-Náchod – polsko-czeskie drogowe przejście graniczne położone w województwie dolnośląskim, w powiecie kłodzkim, w Kudowie-Zdrój, w dzielnicy Słone, zlikwidowane w 2007.

## Opis
Przejście graniczne Kudowa Słone-Náchod z miejscem odprawy po stronie polskiej w miejscowości Kudowa Słone, czynne było całą dobę. Dopuszczony był ruch pieszych, rowerzystów, motocykli, samochodów osobowych, autokarów, samochodów ciężarowych i mały ruch graniczny. Kontrolę graniczną osób, towarów i środków transportu wykonywała kolejno: Graniczna Placówkę Kontrolna Straży Granicznej w Kudowie-Zdroju (GPK SG w Kudowie-Zdroju), Placówka Straży Granicznej w Kudowie-Zdroju (PSG w Kudowie-Zdroju).
Po polskiej stronie do przejścia granicznego prowadziła droga krajowa nr 8, która następnie po czeskiej stronie przechodziła w drogę krajową nr 33. Również biegła tędy trasa E67.
21 grudnia 2007 na mocy układu z Schengen przejście graniczne zostało zlikwidowane.

### Przejścia graniczne z Czechosłowacją
W okresie istnienia Czechosłowackiej Republiki Socjalistycznej funkcjonowały w tym miejscu polsko-czechosłowackie przejścia graniczne:
- małego ruchu granicznego Słone-Běloves – I kategorii. Zostało utworzone 13 kwietnia 1960[3]. Czynne było codziennie w godz 6.00–22.00. Dopuszczony był ruch osób i środków transportu na podstawie przepustek z wszelkich względów przewidzianych w Konwencji. Kontrola celna wykonywana była przez organy celne[4].
- drogowe Kudowa. Czynne było codziennie przez całą dobę. Dopuszczony był ruch osobowy, towarowy[5] i mały ruch graniczny I kategorii[6][7]. Kontrolę graniczną osób, towarów i środków transportu wykonywała Graniczna Placówka Kontrolna Kudowa (GPK Kudowa).

W październiku 1945 na granicy polsko-czechosłowackiej, w ramach tworzących się Wojsk Ochrony Pogranicza utworzono Przejściowy Punkt Kontrolny Kudowa – kolejowy II kategorii.

## Galeria

Przejście graniczne Kudowa Słone-Náchod
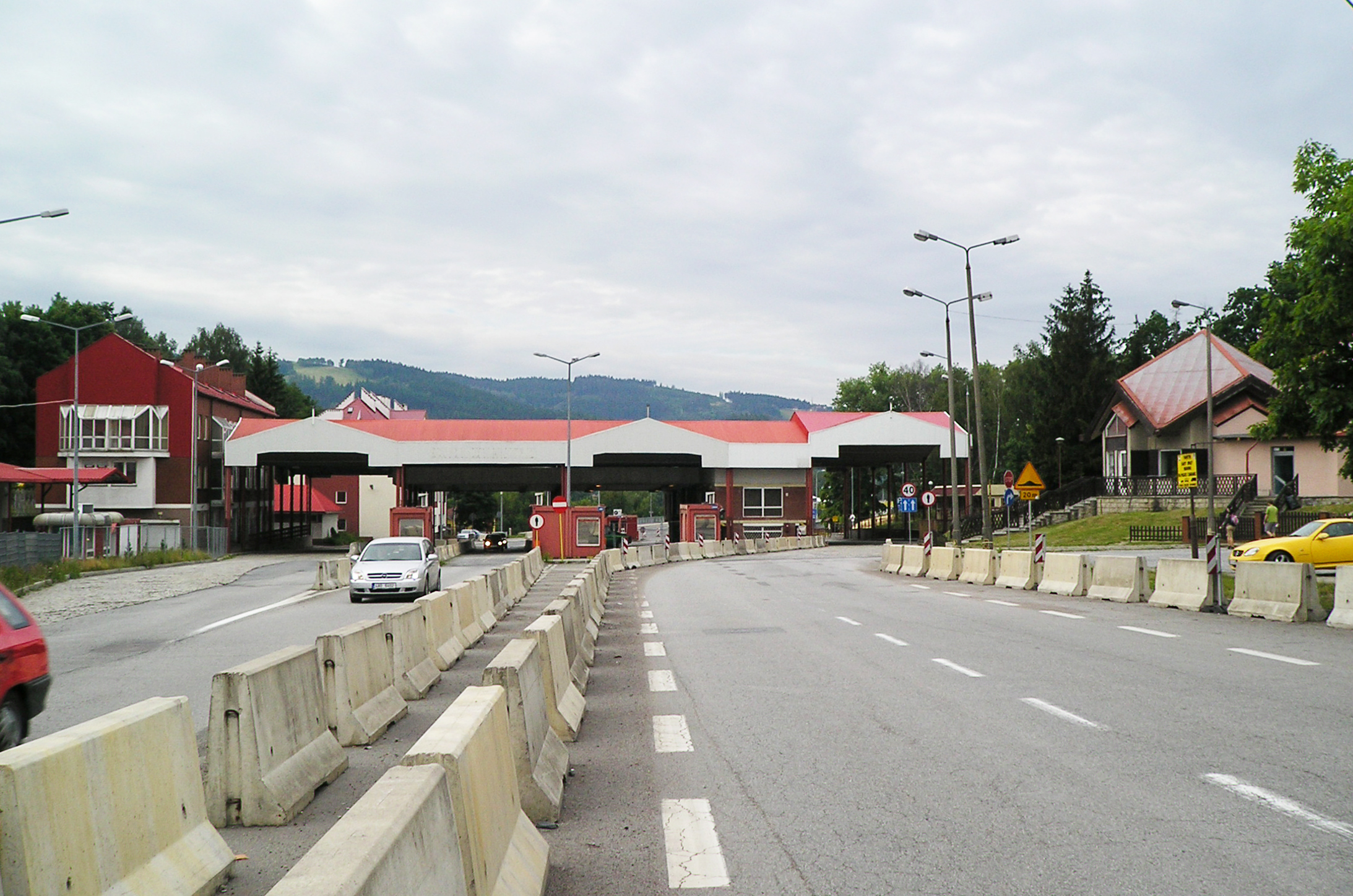
Widok od strony polskiej (czerwiec 2007)
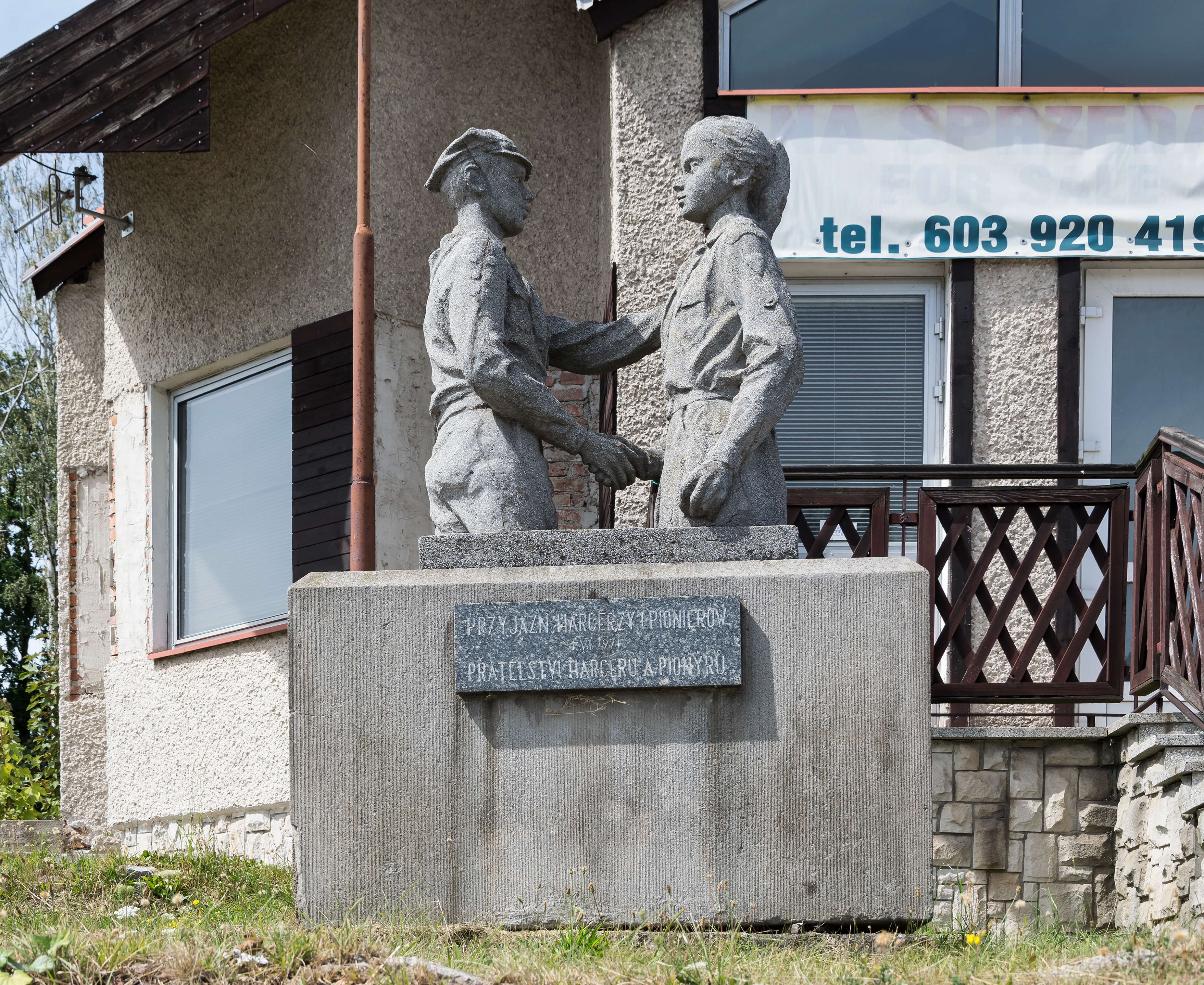
Pomnik przyjaźni harcerzy i pionierów (czerwiec 2007)
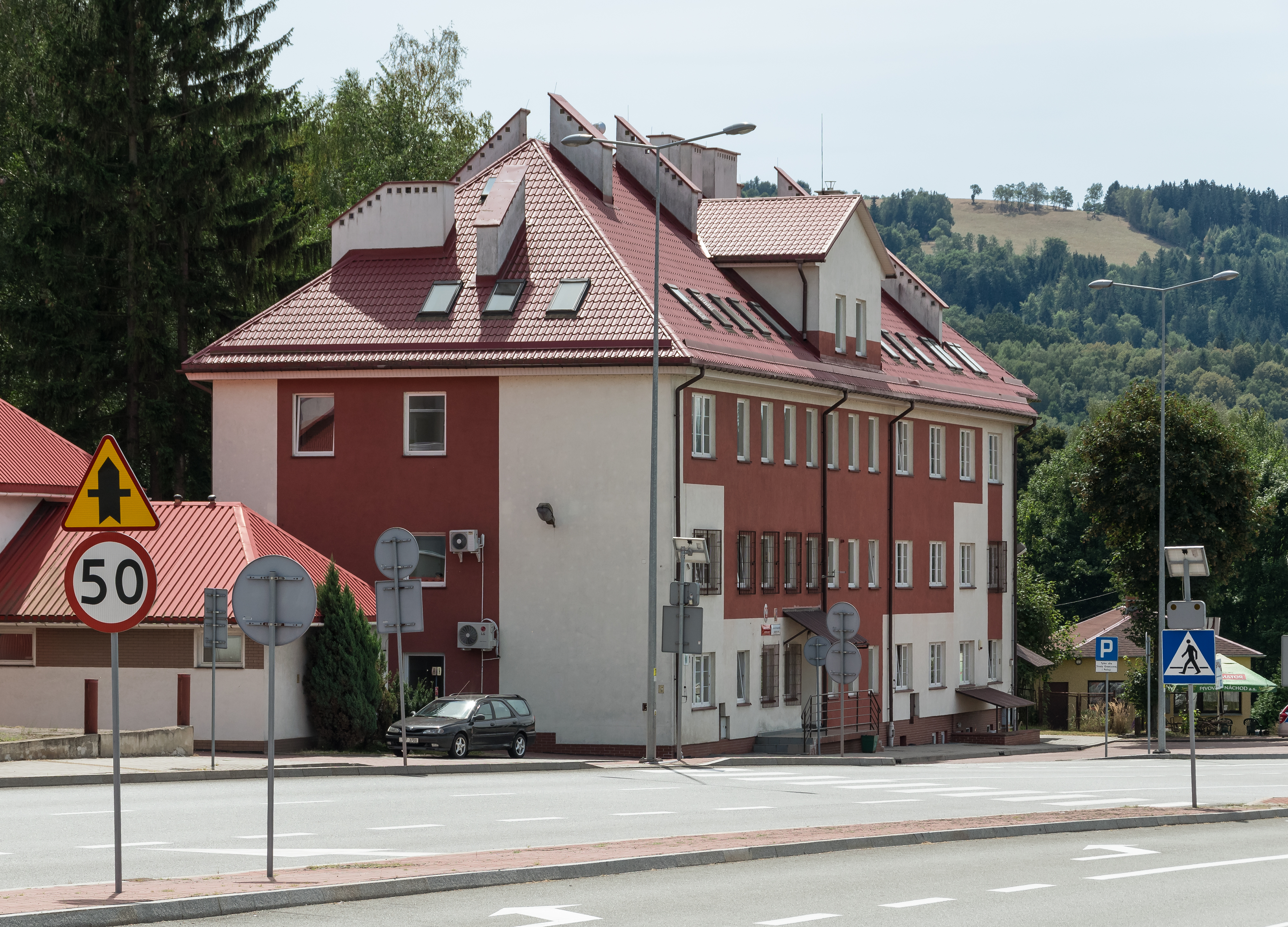
Wspólna Placówka Straży Granicznej Kudowa-Słone – Punkt Kontaktowy Wydziału Granicznego Nadodrzańskiego Oddziału Straży Granicznej Kudowa-Słone (czerwiec 2013)